# Vlag van de Oost-Afrikaanse Gemeenschap

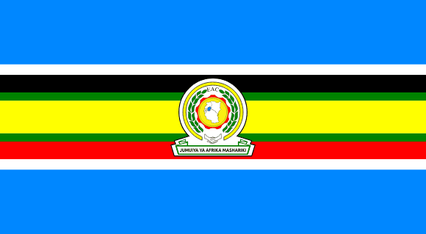
Vlag van de Oost-Afrikaanse Gemeenschap

De vlag van de Oost-Afrikaanse Gemeenschap is de vlag die sinds 2008 wordt gebruikt door de Oost-Afrikaanse Gemeenschap, een intergouvernementele organisatie bestaande uit acht landen in het gebied van de Grote Merengebied in Oost-Afrika.

## Beschrijving
De Community Emblem Act, 2003 beschrijft de symboliek achter de vlag.
- Blauw: Het Victoriameer, als teken van de eenheid van de EAC-partnerstaten.
- Wit, zwart, groen, geel en rood: De verschillende kleuren van de vlaggen van elk van de EAC-partnerstaten.
- Handdruk: Oost-Afrikaanse Gemeenschap.
- Centraal: Embleem of van de Oost-Afrikaanse Gemeenschap.

## Geschiedenis

Voormalige vlag (1967-1977)

De eerste versie van de vlag werd in 2003 aangenomen door de Community Emblem Act, toen de Gemeenschap nog maar uit drie leden bestond: Kenia, Tanzania en Oeganda. In 2007 werd de Gemeenschap uitgebreid met Burundi en Rwanda. Om rekening te houden met deze uitbreiding van het aantal leden werd in 2008 de Community Emblems (Amendment) Act, 2008 aangenomen, die het embleem aanpaste om Burundi en Rwanda op te nemen.